# Colegio de Música Raffles Singapur
El Colegio de Música Raffles Singapur  (en chino: 新加坡莱佛士音; en inglés: Singapore Raffles Music College) es una institución de la música terciaria en Singapur registrada en el Consejo de la Enseñanza Privada. Fue recientemente galardonado con el premio EduTrust provisional en 2014,  que certificó que la institución ha alcanzado un alto nivel en las áreas clave de la gestión y la prestación de servicios educativos.  Se inscribió a sus primeros estudiantes en 2006. El campus de la universidad se encuentra en el norte de Singapur en la 6A Woodlands Centre Road.  Ofrece cursos de certificado y diploma en la música occidental, la china y la  popular. Desde 2010, se ha asociado SRMC la Universidad de West London para ofrecer grados de cimentación y una licenciatura en música.